# Hedwig Jaenichen-Woermann

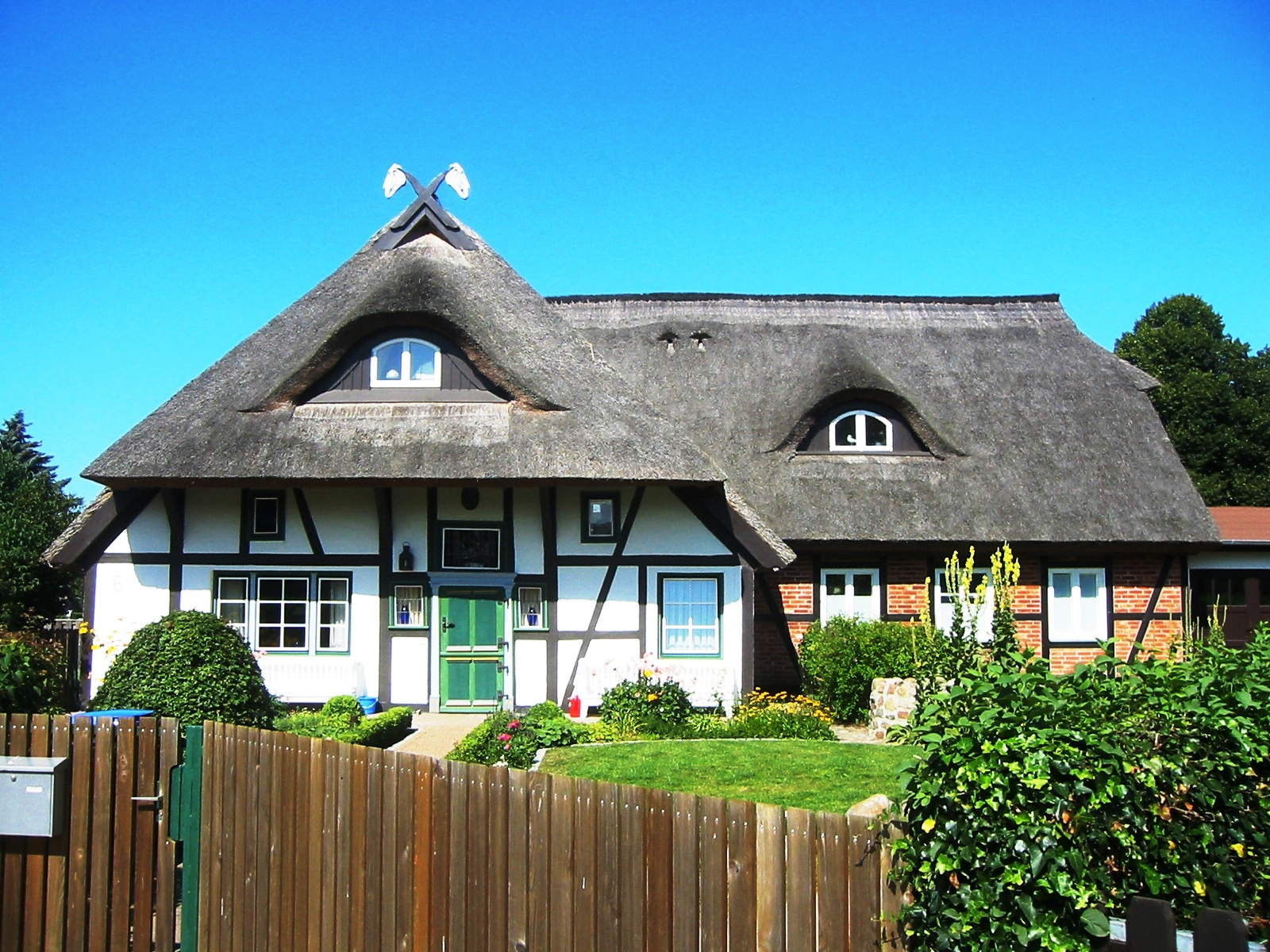
„Storchennest“ in Wustrow, Wohnhaus und Atelier von Woermann

Hedwig Jaenichen-Woermann (* 1. November 1879 in Hamburg; † 22. Dezember 1960 in Wustrow) war eine deutsche Bildhauerin, Malerin und Kunsthandwerkerin.

## Leben
Hedwig Woermann wurde geboren als Tochter des Hamburger Reeders Adolph Woermann und dessen Frau Elfriede Natalie Elisabeth von Hosstrup (1856–1853). Sie war eine Nichte des Kunsthistorikers und Kunstgaleriedirektors Karl Woermann. Ihre Tante Marie Woermann war ebenfalls Malerin. Die Mutter war eine Enkelin des Gründers der Hamburger Börsenhalle Gerhard von Hoßtrup.

### Ausbildung in Worpswede, Paris und Rom
Der Privatlehrer der Familie Friedrich Huch, ein Cousin Ricarda Huchs, empfahl ihr, sich in Worpswede ausbilden zu lassen. In ihrer Jugend war sie als „Malweib“ in der Künstlerkolonie Worpswede Schülerin von Fritz Mackensen und arbeitete dort mit Ottilie Reylaender und Paula Modersohn-Becker zusammen. In Worpswede lernte sie zudem Otto Modersohn, Hans am Ende, Heinrich Vogeler, Clara Westhoff und Rainer Maria Rilke kennen. Ab 1900 studierte sie drei Jahre lang Bildhauerei bei Antoine Bourdelle in Paris, zu dessen Schülern zu dieser Zeit Aristide Maillol, Henri Matisse und Alberto Giacometti zählten. Bourdelle stand sie für die Porträtbüste Die deutsche Schülerin Modell. 1903 übersiedelte Hedwig Jaenichen-Woermann mit ihrer Freundin Ottilie Reylaender nach Rom. Die Freundinnen lebten im Palazzo Costaguti an der Piazza Mattei. Rilke besuchte Woermann in Rom und es entwickelte sich in dieser Zeit eine enge Freundschaft zu der Familie des Malers Karl Hofer. 1907 besuchte Franziska zu Reventlow Woermann in Rom. In dieser Zeit arbeitete sie als freischaffende Künstlerin. In Rom lernte sie den Finanzassessor und späteren Bildhauer Johann Jaenichen kennen, den sie am 29. Februar 1908 heiratete. 1908 zog das Ehepaar nach Dresden um. In diesem Jahr stellte sie erstmals im Kunstsalon E. Arnold in Dresden sowie im Hamburger Kunstverein aus. 1909 kehrte das Ehepaar nach Paris zurück. Die von Rainer Maria angenommene Martha Hennebert wurde von Woermann aufgenommen.
Woermann lebte mit ihrem Mann bis zum Ausbruch des Ersten Weltkrieges auf einem Bauernhof in Sceaux bei Paris und nahm 1910 und 1911 am Pariser Herbstsalon, dem Société du Salon d’Automne teil.

### Rückkehr nach Deutschland
Mit Kriegsbeginn kehrten sie 1914 aus Paris nach Dresden zurück; dabei musste Woermann jedoch ihre bisherigen bildhauerischen Werke zurücklassen. In Dresden kaufte das Ehepaar das von Richard Riemerschmid erbaute Wohnhaus des Komponisten Émile Jaques-Dalcroze.
In der neuen Wohnung in Hellerau bei Dresden waren die Platzverhältnisse eher beengt, sodass sie der Bildhauerei nicht nachgehen konnte und zu malen begann. Woermann beginnt unter dem Einfluss von Karl Hofer und Georg Schrimpf ihr malerisches Werk. Eine erste Ausstellung dieser Werke fand im Kunstsalon Emil Richter in Dresden in den Jahren 1917 und 1918 statt. In Dresden lernte sie Alfred Schuler und Ivar von Lücken kennen, den sie porträtierte und ihn als Lehrer für ihre Ziehtöchter Hedi und Ella gewann.

### Umzug nach Wustrow, Jahre in Buenos Aires und die letzten Jahre
1919 zogen die Woermanns nach Wustrow um und erwarben dort in der Parkstraße das von ihnen Storchennest genannte Haus. Es trug seinen Namen von darauf nistenden Störchen, die zu der Zeit ein beliebtes Fotomotiv der Gemeinde waren. 1919 lernte sie Hans Jürgen von der Wense kennen und unterstützte ihn von 1920 bis 1945 mit einer monatlichen Apanage von 222 Mark und 22 Pfennigen.
Über die erste Begegnung mit Hedwig Jaenichen-Woermann schreibt Wense:

„Nun geschah etwas ganz Seltsames: nach einem Konzert, wo ich den von mir entdeckten hochphantastischen Buxtehude aufführte, den Lehrer von Bach, lud eine schwarz gekleidete, pretiöse Blondine mich zum Souper ein, ich folgte ihr mit Vorsicht: sie sei sehr reich, habe Paläste in Paris, Rom und Buenos Aires und wollte nicht, dass sich an mir deutsches Musikerelend wiederhole […] Es war die Tochter Adolf Woermanns von der Afrika-Linie, Meisterschülerin und Geliebte Rodins.“

1923 und 1927 wurde Wense von Woermann porträtiert. In Wustrow lernte Heinrich Hauser die Ziehtochter Woermanns, Hede Zangen, im Winter 1922/23 kennen, die er kurz darauf heiratete. Woermann wurde 1927 Mitglied im Verein der Künstlerinnen zu Berlin, verließ ihn aber nach drei Jahren bereits wieder. Reisen führten sie nach Südamerika, Asien und Afrika. In dieser Zeit entstanden auf Seide gemalte Rollbilder, die sie in der Galerie Neumann/Nierendorf in Berlin zeigte.
Für wenige Jahre wohnte und arbeitete die Künstlerin in Buenos Aires in Argentinien und stellte auch dort ihre Bilder aus. 1936 kehrte sie nach Wustrow zurück. Kurz nach dem Einmarsch der sowjetischen Truppen am 3. Mai beging das Ehepaar am 7. Mai 1945 einen Suizidversuch, den Hedwig Jaenichen-Woermann überlebte. Die kommenden 15 Jahre lebte sie unter finanziellen Problemen in der Gemeinde und betrieb das Museum Woermann in ihrem Hause. 1958 musste sie das Storchenhaus verkaufen und starb zwei Jahre später. Ihr Grab befindet sich auf dem Fischlandfriedhof in Wustrow.

## Werke
Woermanns Stil wird als feinfühlig und der Neuen Sachlichkeit der 1920er Jahre zugeordnet. Ihre Bilder galten lange Zeit als verschollen, bis in den 1990er Jahren ein Teil in einem Nachlass auftauchte. Der Landkreis Ribnitz-Damgarten erwarb 1996 insgesamt 80 Bilder. Eines davon ist in der Kirche Wustrow in der Nordempore zu sehen. Wolf Karge schreibt über Woermann: „Ohne Frage war Hedwig Woermann eine der interessantesten Persönlichkeiten der deutschen Kunstszene in der ersten Hälfte des 20. Jahrhunderts. Durch ihr Elternhaus ausgestattet mit neuhanseatischem Selbstbewusstsein und ebensolcher Weltsicht ging sie ihren künstlerischen Weg ohne Selbstzweifel.“

## Ausstellungen
- 1908: Kunstsalon E. Arnold, Dresden; Hamburger Kunstverein
- 1910: Pariser Herbstsalon
- 1911: Pariser Herbstsalon
- 1917: Kunstsalon Richter, Dresden
- 1918: Kunstsalon Richter, Dresden
- 1926: Frühjahrsausstellung der Akademie der Künste Berlin
- 1927: Frühjahrsausstellung der Akademie der Künste Berlin
- 1927: Frauenschaffen des 20. Jahrhunderts, Kunstgewerbeschule Hamburg
- 1927: Große Berliner Kunstausstellung
- 1928: Große Berliner Kunstausstellung
- 1928: Frühjahrsausstellung des Vereins der Künstlerinnen zu Berlin
- 1929: Große Berliner Kunstausstellung
- 1929: Galerie Neumann/Nierendorf, Berlin
- 1931: Galerie „La Renaissance“, Paris
- 1931: Klubräume des neuen Sportpalastes, Paris
- 1932: Klubräume des neuen Sportpalastes, Paris
- 1932: Galerie Müller, Buenos Aires
- 1933: Plaza-Hotel, Buenos Aires
- 1933: Galerie Witcomb, Buenos Aires
- 1935: Galerie Leandro Martins, Rio de Janeiro, Brasilien
- 1937: Galerie Leandro Martins, Rio de Janeiro, Brasilien
- 1946: Kunstkaten, Ahrenshoop